# Antsangasanga
Antsangasanga is een plaats en commune in het oosten van Madagaskar, behorend tot het district Ambatondrazaka, dat gelegen is in de regio Alaotra-Mangoro. Tijdens een volkstelling in 2001 telde de plaats 6.720 inwoners.
De plaats biedt enkel lager onderwijs aan. 69,5 % van de bevolking werkt als landbouwer en 30 % houdt zich bezig met veeteelt. Het belangrijkste landbouwproduct is rijst; andere belangrijke producten zijn bonen, mais en maniok. Verder is 0,5% actief in de dienstensector.